# 성학십도
성학십도(聖學十圖)는 퇴계 이황이 1568년 선조원년에 경연에서 선조에게 유학의 대강을 해설하고 심법(心法)을 간명하게 설명하기 위해 여러 유학자들의 학설과 도설(圖說)을 소개하고 자신의 견해를 나타낸 책이다.

## 내용
포함된 학설과 도설은 주돈이의 〈태극도설(太極圖說)〉에 근거한 〈태극도(太極圖)〉, 둘째, 횡거(橫渠) 장재(張載)의 〈서명(西銘)〉에 근거한 〈서명도(西銘圖)〉, 셋째, 주희(朱熹)의 《소학(小學)》에 근거한 〈소학도(小學圖)〉, 넷째, 《대학(大學)》에 근거한 〈대학도(大學圖)〉, 다섯째, 주희의 백록동서원(白鹿洞書院)의 규약에 근거한 〈백록동규도(白鹿洞規圖)〉, 여섯째, 정복심(程復心)의 〈심통성정도(心統性情圖)〉를 수정 보완한 〈심통성정도〉, 일곱째, 공자(孔子)의 인(仁)에 근거한 〈인설도(仁說圖)〉, 여덟째, 정복심의 〈심학도(心學圖)〉에 근거한 〈심학도〉, 아홉째, 주희의 〈경재잠(敬齋箴)〉에 근거한 〈경재잠도〉, 열째, 남당(南塘) 진백(陳柏)의 〈숙흥야매잠(夙興夜寐箴)〉에 근거한 〈숙흥야매잠도(夙興夜寐箴圖)〉이다.